# Hubert Hammerer
Hubert Hammerer (* 10. September 1925 in Egg; † 24. März 2017 in Vorarlberg) war ein österreichischer Sportschütze und Olympiasieger 1960.

## Leben
Sein Vater Kaspar Hammerer (1889–1960) war in den 1930er Jahren international erfolgreicher Sportschütze. Hubert Hammerer begann selbst mit 12 Jahren mit dem Schießsport. Mit 17 Jahren erzielte er den österreichischen Jugendrekord im Dreistellungsmatch und erreichte das gleiche Ergebnis wie der amtierende Weltmeister.
Für die Teilnahme an den Olympischen Spielen in London 1948 konnte Hammerer keine wettkampffähige Waffe auftreiben und verzichtete freiwillig auf die Olympiateilnahme.
Auch 1952 stand unter keinem guten Stern: Hammerer, gelernter Tischlermeister, kam mit der linken Hand in eine Fräsmaschine und verlor den Daumen. Schon sechs Tage nach seinem Unfall trainierte er wieder, jedoch die Teilnahme bei den Olympischen Spielen in Helsinki 1952 war unmöglich. Trotz Weltklasseleistungen wurde er für die Olympischen Spiele in Melbourne 1956 nicht nominiert.
1960 bei den Olympischen Spielen in Rom sollte es dann endlich klappen. In einem spannenden Kampf mit dem Schweizer Hans Rudolf Spillmann (Silber) und dem Russen Wassili Borissow (Bronze) gewann Hubert Hammerer nach sieben Stunden spannendem Wettkampf die heißersehnte Goldmedaille in der Disziplin Freies Gewehr Dreistellungskampf. Es war die einzige Goldmedaille für Österreich bei diesen Olympischen Spielen.
1964 war er Fahnenträger der österreichischen Olympiamannschaft bei den Olympischen Sommerspielen in Tokyo. Die Mannschaft konnte jedoch keine Medaillen gewinnen.
Hubert Hammerer war unter anderem Europameister 1958 im Armbrustschießen, WM-Fünfter über 300 m Freigewehr 1958 und insgesamt 43-mal österreichischer Meister. Er beendete seine aktive Laufbahn 1966 und lebte als Tischlermeister und Besitzer eines Waffengeschäftes in Egg im Bregenzerwald. In seiner Heimat war er Mitglied des Kameradschaftsbundes Egg sowie Ehrenmitglied des Schützenvereines Egg.
1974 erhielt er das Goldene Verdienstzeichen der Republik Österreich.
Am 24. März 2017 starb Hammerer nach langer Krankheit im Alter von 91 Jahren und hinterließ seine Frau Olga, fünf Kinder, zwei Enkel- und zwei Urenkelkinder.